# Cruelle Perfection
Cruelle Perfection (High Class) est un drama coréen produite par Production H et H World Pictures et diffusée entre le 6 septembre 2021 et le 1er novembre 2021 sur TVN. 
En France, elle est diffusée entre le 2 décembre 2023 et le 20 janvier 2024 sur Novelas TV.

## Synopsis
Song Yeo Wool, une veuve qui a été accusée à tort du meurtre de son mari, démarre une quête dangereuse pour découvrir la vérité tout en faisant face au jugement des membres de l'élite sociale dont elle est issue. Elle pourrait bien tout perdre.

## Distribution

### Rôles principaux
- Cho Yeo-jeong : Song Yeo-ul
- Kim Ji-soo : Nam Ji-seon,
- Park Se-jin : Hwang Na-yoon
- Gong Hyun-joo : Cha Do-yeong
- Ha Jun : Danny Oh/Oh Soon-sang
- Jang Sun-yool : Ahn Yi-chan
- Kim Young-jae : Lee Jeong-woo, in early 40s
- Kim Ji-yoo : Lee Jun-hee
- Choi Bo-geun : Lee Jun-mo
- Lee Chae-min : Ahn Seung-jo
- Park So-yi : Hwang Jae-in
- Choi Sung-joon : Kwak Sang-geon
- Seo Yun-hyuk : Kwak Shi-woo
- Kim Jin-yeop : Jung Mi-do
- Woo Hyun-joo : Do Jin-seol
- Yoon In-jo :  Bang Young-joo
- Kang Kang-jung : Seong-kyung-ah
- Lee Jeong-Yeol : Han Geon-Young
- Lee Ga-eun : Rachel Cho
- Kim Seong-tae : Alex Comer
- Kwon Hyuk : Ku Young-ho
- Seo Jeong-yeon : Shim Ae-soon
- Kim Nam-hee : Ahn Ji-yong
- Park Eun-hye : 'Sejun-mam'

## Production

### Développement
Le 11 mars 2021, TVN a confirmé que Cho Yeo-jeong, Kim Ji-soo, Ha Joon, Park Se-jin et Kong Hyun-joo apparaîtront dans le k-drama Cruelle Perfection. 
Plus tard en mars, Kim Young-jae, Lee Ga-eun, Lee Chae-min et Kim Ji-yoo ont rejoint le casting. 
Le 28 juillet 2021, le site de lecture de scénario a été révélé. 

### Tournage
Le 9 juin 2021, Gong Hyun-joo a publié des photos du tournage du drame. 

## Version française
La version française est assurée par Studio Plug-in au Maroc.
Avec les voix de Fanny Dalmau, Claire Staub, Nathalie Leplay, Mouna Belgrinik, Guillaume Escaffre, Camilla Hamdaoui, Eric Cuvelier, Alex Pinault, Anna Fhima, Antoine Pinault, Hélène Tran, Martin Girard, Corinne Troisi, Michael Paolinetti, Sami Messaoudi, Hamza Touijri, Adrien Caminada, Vanessa Lefebvre, Farida Hamou et Inès El Yakoubi.